# Alexandre Corbeau
Pour les articles homonymes, voir Corbeau (homonymie).
 Alexandre Louis Corbeau , né à Schaerbeek, le 10 mars 1913 et y décédé le 22 avril 1981 fut un homme politique belge francophone libéral.
Il fut licencié en sciences commerciales et industriel.
Il fut membre du parlement.